# 1997 YZ
1997 YZ är en asteroid i huvudbältet som upptäcktes den 19 december 1997 av den australiensiske astronomen Frank B. Zoltowski i Woomera.
Asteroiden har en diameter på ungefär 23 kilometer.